# Pravljica o logarnici
Povest Pravljica o Logarnici je delo prekmurskega pisatelja Ferda Godine. Objavljena je bila v istoimenski zbirki Pravljica o Logarnici leta 1962. 

## Uvod
V pravljici je vse pisano v prvi osebi, saj v vseh pravljicah nastopa Ferdo Godina sam. V tej zbirki se je imenoval Marko. Poleg njega pa je omenjena še njegova žena Nataša, Franc, Rozi in njuna otroka Metka in Tonček.

## Interpretacija
Pravljica govori, kako se je Marko vrnil v Logarnico po 10 letih. Ko je hodil po gozdnih tleh so ga vsa drevesa spominjala na Natašo in kako sta pred desetimi leti šla po isti poti v Logarnico. Ugotavlja, da se je medtem, ko se niso videli  Franc poročil in dobil dva otroka. Brž, ko je prispel v Logarnico pa se je odločil, da napiše pismo Nataši. Izpolniti je hotel namreč obljubo in ji napisati vse kar je doživel. V pismu Nataši, je opisal kako je potoval, da sta ga Franc in njegova žena Roza zelo lepo sprejela. Da sta ga povabila na odlično kosilo z divjim zajcem v paprični omaki. Napisal ji je, da se je Franc kar malo postaral v teh desetih letih kar ga ni videl. Opisal ji je njuna otroka, Tončka in Metko, in rekel da sta zelo ljubka in zelo pridna. Nato ji je opisal kaj se je v Logarnici spremenilo in da je še vedno tako lepo kot je bilo. Za konec ji je še priznal, da že sanjari kako bo v tem kotičku užival svoj mir, ko se bo odmaknil daleč od sporov ljudi, ki so mu razjedali zdravje. škoda mu je bilo samo ker nje ni bilo tam. s tem stavkom je hotel zaključiti pismo, vendar pa se je spomnil še na srnjačka Pikija. Potem sta ga zmotila še Tonček in Metka in pismo je končal šele ko se je že zmračilo.

## Ostale proze iz zbirke Pravljica o Logarnici
- Pravljica o logarnici (1962) (COBISS),
- Škoda za zdravje, če se ljudje prepirajo (1962) (COBISS),
- V logarnico je prispel ponoči čuden gost (1962) (COBISS),
- Postal sem lovec na žabe (1962) (COBISS),
- Pri kačjih rožah v smrtni nevarnosti (1962) (COBISS),
- Lisice ne premotiš (1962) (COBISS),
- Razbila se je skleda z zlatim robom (1962) (COBISS),
- Strel, ki je prinesel nesrečo (1962) (COBISS),
- Mož s srečo na mehurčkih (1962) (COBISS),
- Lisico smo našli (1962) (COBISS),
- Uharica spet v logarnici (1962) (COBISS),
- Iskal sem moža s srečo na mehurčkih (1962) (COBISS),